# Бревилије
Бревилије (фр. Brevilliers) насеље је и општина у источној Француској у региону Франш-Конте, у департману Горња Саона која припада префектури Лир.
По подацима из 2011. године у општини је живело 631 становника, а густина насељености је износила 97,53 становника/km². Општина се простире на површини од 6,47 km². Налази се на средњој надморској висини од 334 метара (максималној 442 m, а минималној 330 m).

## Демографија
| 1962. | 1968. | 1975. | 1982. | 1990. | 1999. | 2011. |
| ----- | ----- | ----- | ----- | ----- | ----- | ----- |
| 447   | 534   | 564   | 567   | 581   | 564   | 631   |

График промене броја становника у току последњих година